# Vetle Dragsnes
Vetle Winger Dragsnes (Rælingen, 6 febbraio 1994) è un calciatore norvegese, difensore dello Charleroi.

## Carriera
Dragsnes è cresciuto nelle giovanili del Rælingen, per entrare poi a far parte di quelle del Lillestrøm. In vista della stagione 2014 è passato allo Strømmen, esordendo in 1. divisjon in data 13 aprile: è subentrato a Daniel Moen Hansen, nella vittoria per 2-0 sul Ranheim. Il 16 maggio successivo ha trovato il primo gol, nel successo per 0-2 in casa dell'Alta.
Il 30 luglio 2015, Dragsnes è passato all'Egersund con la formula del prestito. Il 25 luglio ha giocato la prima partita in 2. divisjon, sostituendo Kim-Robert Nyborg nella vittoria per 6-0 sull'Odda.
Il 9 febbraio 2016 è stato ingaggiato dall'Ullensaker/Kisa, a titolo definitivo. Ha debuttato in squadra il successivo 3 aprile, schierato titolare nel pareggio casalingo per 1-1 contro il Sandnes Ulf. Il 28 agosto 2016 ha trovato la prima rete in campionato, in occasione del successo per 8-3 sull'Hødd.
Il 28 luglio 2017, Dragsnes è stato tesserato dal Mjøndalen: ha firmato un contratto valido fino al 31 dicembre 2020. Il 29 luglio ha quindi disputato la prima partita con la nuova casacca, venendo schierato titolare nella sconfitta interna per 1-2 contro il Bodø/Glimt. Ha fatto parte della squadra che ha conquistato la promozione in Eliteserien al termine del campionato 2018.
Il 30 marzo 2019 ha quindi esordito nella massima divisione locale, schierato titolare nella partita persa per 2-0 sul campo del Vålerenga. Il successivo 18 agosto ha trovato il primo gol in squadra, nonché il primo della carriera in Eliteserien, in occasione della vittoria per 2-1 sul Brann.
Il 29 dicembre 2020 è stato ufficializzato il passaggio di Dragsnes al Lillestrøm, a cui si è legato con un contratto triennale. Ha debuttato in squadra il 16 maggio 2021, impiegato da titolare nella partita persa per 3-1 in casa dello Strømsgodset.
Il 31 agosto 2023, Dragsnes è passato ai belgi dello Charleroi, firmando un contratto triennale con opzione per un'ulteriore stagione.

## Statistiche

### Presenze e reti nei club
Statistiche aggiornate al 31 agosto 2023.
| Stagione               | Club                   | Campionato             | Campionato | Campionato | Coppe nazionali | Coppe nazionali | Coppe nazionali | Coppe continentali | Coppe continentali | Coppe continentali | Supercoppe | Supercoppe | Supercoppe | Totale | Totale |
| Stagione               | Club                   | Comp                   | Pres       | Reti       | Comp            | Pres            | Reti            | Comp               | Pres               | Reti               | Comp       | Pres       | Reti       | Pres   | Reti   |
| ---------------------- | ---------------------- | ---------------------- | ---------- | ---------- | --------------- | --------------- | --------------- | ------------------ | ------------------ | ------------------ | ---------- | ---------- | ---------- | ------ | ------ |
| 2014                   | Strømmen               | 1D                     | 23         | 2          | CN              | 3               | 2               | -                  | -                  | -                  | -          | -          | -          | 26     | 4      |
| gen.-lug. 2015         | Strømmen               | 1D                     | 8          | 0          | CN              | 4               | 0               | -                  | -                  | -                  | -          | -          | -          | 12     | 0      |
| Totale Strømmen        | Totale Strømmen        | Totale Strømmen        | 31         | 2          |                 | 7               | 2               |                    | -                  | -                  |            | -          | -          | 38     | 4      |
| lug.-dic. 2015         | Egersund               | 2D                     | 6          | 0          | CN              | -               | -               | -                  | -                  | -                  | -          | -          | -          | 6      | 0      |
| 2016                   | Ullensaker/Kisa        | 1D                     | 28         | 1          | CN              | 2               | 0               | -                  | -                  | -                  | -          | -          | -          | 30     | 1      |
| gen.-lug. 2017         | Ullensaker/Kisa        | 1D                     | 16         | 0          | CN              | 3               | 0               | -                  | -                  | -                  | -          | -          | -          | 19     | 0      |
| Totale Ullensaker/Kisa | Totale Ullensaker/Kisa | Totale Ullensaker/Kisa | 44         | 1          |                 | 5               | 0               |                    | -                  | -                  |            | -          | -          | 49     | 1      |
| lug.-dic. 2017         | Mjøndalen              | 1D                     | 14+2       | 0          | CN              | 2               | 0               | -                  | -                  | -                  | -          | -          | -          | 18     | 0      |
| 2018                   | Mjøndalen              | 1D                     | 30         | 0          | CN              | 3               | 0               | -                  | -                  | -                  | -          | -          | -          | 33     | 0      |
| 2019                   | Mjøndalen              | ES                     | 28         | 2          | CN              | 5               | 0               | -                  | -                  | -                  | -          | -          | -          | 33     | 2      |
| 2020                   | Mjøndalen              | ES                     | 30+1       | 2+0        | -               | -               | -               | -                  | -                  | -                  | -          | -          | -          | 31     | 2      |
| Totale Mjøndalen       | Totale Mjøndalen       | Totale Mjøndalen       | 102+3      | 4+0        |                 | 10              | 0               |                    | -                  | -                  |            | -          | -          | 115    | 4      |
| 2021                   | Lillestrøm             | ES                     | 30         | 2          | CN              | 4               | 2               | -                  | -                  | -                  | -          | -          | -          | 34     | 4      |
| 2022                   | Lillestrøm             | ES                     | 30         | 5          | CN              | 7               | 0               | UECL               | 4                  | 1                  | -          | -          | -          | 41     | 6      |
| gen.-ago. 2023         | Lillestrøm             | ES                     | 19         | 1          | CN              | 2               | 0               | -                  | -                  | -                  | -          | -          | -          | 21     | 1      |
| Totale Lillestrøm      | Totale Lillestrøm      | Totale Lillestrøm      | 79         | 8          |                 | 13              | 2               |                    | -                  | -                  |            | -          | -          | 92     | 10     |
| ago. 2023-2024         | Charleroi              | PL                     | 0          | 0          | CB              | 0               | 0               | -                  | -                  | -                  | -          | -          | -          | 0      | 0      |
| Totale                 | Totale                 | Totale                 | 262+3      | 15+0       |                 | 35              | 4               |                    | 4                  | 1                  |            | -          | -          | 304    | 20     |